# Cyrtodactylus laevigatus
Cyrtodactylus laevigatus este o specie de șopârle din genul Cyrtodactylus, familia Gekkonidae, ordinul Squamata, descrisă de Darevsky 1964.

## Subspecii
Această specie cuprinde următoarele subspecii:
- C. l. laevigatus
- C. l. uniformis